# Eberhard Waechter
Pour les articles homonymes, voir Waechter.
Eberhard Waechter, né le 8 juillet 1929 à Vienne, Autriche et mort le 29 mars 1992 dans cette même ville, est un baryton autrichien. Sa famille, d'origine juive, fut en partie assassinée au camp de concentration de Theresienstadt.
Après sa sortie du lycée en 1947, il étudie le piano et la théorie au Conservatoire de Vienne, où il opte pour le chant en 1950, étudiant avec Elisabeth Rado. Toute sa vie, il fut fidèle à sa ville natale : « Viennois, il naît, viennois il demeurera toujours, par le ton, le style et le foyer. » Chanteur à la carrière relativement brève (des problèmes vocaux apparurent dès les années 1960), il débute au Volksoper en 1953 en Silvio (Paillasse), puis au Staatsoper en 1954, y chantant Mozart, Richard Strauss et Wagner. Il y crée La Tempête de Frank Martin en 1956, La Visite de la vieille dame de Gottfried von Einem en 1971.
En Allemagne, il se produit très vite à Stuttgart, Berlin, puis entame une carrière internationale : en 1956 il débute au Covent Garden dans Almaviva, puis jusqu'en 1959 il y chantera Amfortas et Renato ; il se produit aussi à Salzbourg dans les rôles d'Arbace, puis jusqu'en 1961 Almaviva et Don Giovanni. Suivent Munich, la Scala de Milan, Rome, Bruxelles, Chicago, Dallas. Il chante au Festival de Bayreuth de 1958 à 1966, dans les rôles du Héraut (Lohengrin), Amfortas (Parsifal), Wolfram (Tannhäuser), Kurwenal (Tristan et Isolde). En 1959, il débute à l'Opéra de Paris dans Wolfram, rôle qui marque également ses débuts au Metropolitan Opera de New York en 1961. Mais sa carrière reste essentiellement viennoise. Mais il est également invité par les Festivals d'Édimbourg et de Glyndebourne, et chaque année, il participe au Festival de Salzbourg, où « on le considère comme un des plus grands interprètes mozartiens. » Il est également tenu comme un admirable interprète de Richard Strauss (Salome, Arabella, Capriccio, etc.), mais n'a pas dédaigné quelques grandes opérettes, tout particulièrement La Chauve-souris, qu'il a enregistrée avec Herbert von Karajan.
Avec le déclin de sa voix, il se consacre aux rôles de caractère (Eisenstein), puis devient directeur d'opéra : au Volksoper de 1987 à 1991, et au Staatsoper de 1991 à sa mort, en 1992. Waechter aura prêté son physique séduisant et sa voix claire, virile et chaleureuse tant à la tragédie (Richard Wagner, Richard Strauss) qu'à la comédie (Wolfgang Amadeus Mozart, Johann Strauss fils).

## Discographie sélective
- Avec Georg Solti : L'Or du Rhin (Donner) - Orchestre Philharmonique de Vienne, 1958
- Avec Carlo Maria Giulini : Don Giovanni (Don Giovanni) - Philharmonia Orchestra, 1959
- Avec Carlo Maria Giulini : Les Noces de Figaro (Le Comte Almaviva) - Philharmonia Orchestra, 1959
- Avec Wolfgang Sawallisch : Capriccio (le Comte) - Philharmonia Orchestra, 1959
- Avec Herbert von Karajan : Parsifal (Amfortas) - live Vienne 1961
- Avec Georg Solti : Salomé (Jochanaan) - Orchestre Philharmonique de Vienne, 1962
- Avec Karl Böhm : Tristan et Isolde (Kurwenal) - live Bayreuth 1966